# Anthony Jung
Anthony Jung (* 3. November 1991 in Villajoyosa, Spanien) ist ein deutscher Fußballspieler spanischer Abstammung, der beim SC Freiburg unter Vertrag steht.

## Karriere

### Vereine
Jung spielte in der Jugend für mehrere Vereine in Wiesbaden. 2005 wechselte er zu Eintracht Frankfurt, wo er alle weiteren Jugendabteilungen durchlief. Ab 2010 stand er im Kader der zweiten Mannschaft der Eintracht, wo er in der Regionalliga Stammspieler war. Im Januar 2012 wurde er vom Eintracht-Trainer Armin Veh ins Trainingslager der Profis nach Katar mitgenommen. Nach der Saison 2011/12 wechselte er ablösefrei zum FSV Frankfurt, wo er einen Einjahresvertrag mit Option auf ein weiteres Jahr erhielt. Am ersten Spieltag der Saison 2012/13 bestritt er beim 1:1-Unentschieden gegen den SV Sandhausen sein erstes Profispiel.
Zur Saison 2013/14 wechselte Jung ablösefrei zum Drittliga-Aufsteiger RB Leipzig und erhielt dort einen Dreijahresvertrag bis zum 30. Juni 2016. Zuvor war sein neuer Vertrag beim MSV Duisburg nach einem Zwangsabstieg ungültig geworden. Im Jahr 2015 verlängerte Jung seinen Vertrag mit RB Leipzig bis 2019.
Zur Saison 2016/17 wurde Jung an den FC Ingolstadt 04 ausgeliehen. Dort gab er bei der 1:2-Heimniederlage gegen die TSG 1899 Hoffenheim am 6. Spieltag sein Debüt in der Ersten Bundesliga. Seinen ersten Treffer in der Ersten Bundesliga erzielte Jung am 12. Spieltag beim 1:1-Unentschieden gegen den VfL Wolfsburg.
Nach dem Abstieg der Ingolstädter kam der geplante feste Transfer nicht zustande, weshalb Jung zum Trainingsstart für die Saison 2017/18 wieder zu den Leipzigern zurückkehrte. Mitte Juli wechselte er schließlich auf Leihbasis zum dänischen Erstligisten Brøndby IF. Sein Debüt für die Dänen gab er am 2. Spieltag bei der 3:2-Niederlage gegen den FC Nordsjælland. Insgesamt kam Jung unter dem deutschen Trainer Alexander Zorniger, unter dem er bereits in Leipzig gespielt hatte, in der Saison 2017/18 auf 29 Ligaeinsätze, in denen er einen Treffer erzielte. Zur Saison 2018/19 erwarb Brøndby IF die Transferrechte an Jung und stattete ihn mit einem Vertrag mit einer Laufzeit bis zum 30. Juni 2021 aus. In der Saison 2020/2021 wurde Jung mit Brøndby IF Dänischer Meister.
Zur Saison 2021/22 wechselte Jung in die 2. Bundesliga zum Absteiger Werder Bremen.
Zur Saison 2025/2026 wechselte Jung von dort zum SC Freiburg.

### Nationalmannschaft
Anthony Jung bestritt zwei Spiele für die deutsche U-20-Nationalmannschaft.

## Erfolge
- Aufstieg in die 1. Bundesliga 2016 mit RB Leipzig
- Dänischer Pokalsieger 2018 mit Brøndby IF
- Dänischer Meister: 2021 mit Brøndby IF
- Aufstieg in die 1. Bundesliga 2022 mit Werder Bremen